# Honkin’ on Bobo
Honkin’ on Bobo ist ein Coveralbum sowie das 14. Studioalbum der US-amerikanischen Hard-Rock-Band Aerosmith. Es erschien im März 2004 bei Columbia Records. Das Album enthält überwiegend Coverversionen von Bluestiteln sowie mit The Grind einen neuen Song.

## Entstehung
Das Album, dessen Titel von Sänger Steven Tyler stammt, der die auf Oralsex verweisende Phrase aufgeschnappt hatte, wurde überwiegend auf Joe Perrys Ranch in der Nähe von Boston eingespielt. Perry sagte: „We wanted to do something we haven’t done before and that excites us. That’s what makes us want to do another record. Otherwise, we’d say, ‚OK, we’ve done everything we can do, so why bother even going in again?‘.“ („Wir wollten etwas machen, was wir zuvor noch nicht gemacht haben und was uns gefällt. Nur deswegen wollen wir ja eine weitere Platte machen. Ansonsten würden wir sagen: ‚Okay, wir haben alles gemacht, was wir machen können, also warum sollten wir es noch einmal tun?‘“) Bei den Aufnahmen spielte die Band nur, wenn sie dazu Lust hatte.

## Titelliste
| Nr. | Titel                                                     | Autor(en)                   | Länge |
| --- | --------------------------------------------------------- | --------------------------- | ----- |
| 1.  | Road Runner (Cover von Bo Diddley)                        | Ellas McDaniel              | 3:46  |
| 2.  | Shame, Shame, Shame (Cover von Smiley Lewis)              | Ruby Fisher, Kenyon Hopkins | 2:15  |
| 3.  | Eyesight to the Blind (Cover von Sonny Boy Williamson II) | Sonny Boy Williamson II     | 3:09  |
| 4.  | Baby, Please Don’t Go (Cover von Them)                    | Joe Williams                | 3:24  |
| 5.  | Never Loved a Girl (Cover von Aretha Franklin)            | Ronny Shannon               | 3:12  |
| 6.  | Back Back Train (Cover von Mississippi Fred McDowell)     | Fred McDowell               | 4:23  |

| Nr. | Titel                                                           | Autor(en)                                  | Länge |
| --- | --------------------------------------------------------------- | ------------------------------------------ | ----- |
| 7.  | You Gotta Move (Cover von Mississippi Fred McDowell)            | Rev. Gary Davis, Fred McDowell             | 5:30  |
| 8.  | The Grind                                                       | Steven Tyler, Joe Perry, Marti Frederiksen | 3:46  |
| 9.  | I’m Ready (Cover von Muddy Waters)                              | Willie Dixon                               | 4:13  |
| 10. | Temperature (Cover von Little Walter)                           | Joel Michael Cohen, Walter Jacobs          | 2:52  |
| 11. | Stop Messin’ Round (Cover von Fleetwood Mac)                    | Clifford Adams, Peter Green                | 4:29  |
| 12. | Jesus Is on the Main Line (Cover von Mississippi Fred McDowell) | (Traditional, arr. von F. McDowell)        | 2:51  |

| Nr. | Titel | Autor(en)                | Länge |
| --- | ----- | ------------------------ | ----- |
| 13. | Jaded | Tyler, Marti Frederiksen | 3:34  |

## Kommerzieller Erfolg

### Chartplatzierungen
Honkin’ on Bobo erreichte in den Vereinigten Staaten Rang fünf der Billboard 200 und konnte sich eine Woche in den Top 10 sowie 15 Wochen in den Charts platzieren. Darüber hinaus erreichte das Album die Chartspitze der US Top Blues Albums. 2004 belegte das Album Rang 151 der US-amerikanischen Album-Jahrescharts.
| ChartsChartplatzierungen       | Höchstplatzierung | Wochen |
| ------------------------------ | ----------------- | ------ |
| Deutschland (GfK)              | 32 (8 Wo.)        | 8      |
| Österreich (Ö3)                | 22 (5 Wo.)        | 5      |
| Schweiz (IFPI)                 | 17 (8 Wo.)        | 8      |
| Vereinigte Staaten (Billboard) | 5 (15 Wo.)        | 15     |
| Vereinigtes Königreich (OCC)   | 28 (4 Wo.)        | 4      |

| ChartsJahrescharts (2004)      | Platzierung |
| ------------------------------ | ----------- |
| Vereinigte Staaten (Billboard) | 151         |

### Auszeichnungen für Musikverkäufe
| Land/Region               | Auszeichnungen für Musikverkäufe (Land/Region, Auszeichnung, Verkäufe) | Verkäufe |
| ------------------------- | ---------------------------------------------------------------------- | -------- |
| Japan (RIAJ)              | Gold                                                                   | 100.000  |
| Vereinigte Staaten (RIAA) | Gold                                                                   | 500.000  |
| Insgesamt                 | 2× Gold ·                                                              | 600.000  |